# فيصل قيسي
فيصل قيسي (مواليد 7 مايو 1992) هو لاعب كرة قدم سعودي لعب سابقاً في نادي حطين .

## وصلات خارجية
- فيصل قيسي